# Szachownica pól
Ten artykuł należy dopracować:

przedstawiono sytuację tylko z polskiej perspektywy – artykuł powinien być przekrojowy.
Pomóż go poprawić. Na stronie dyskusji mogą znajdywać się pomocne komentarze.

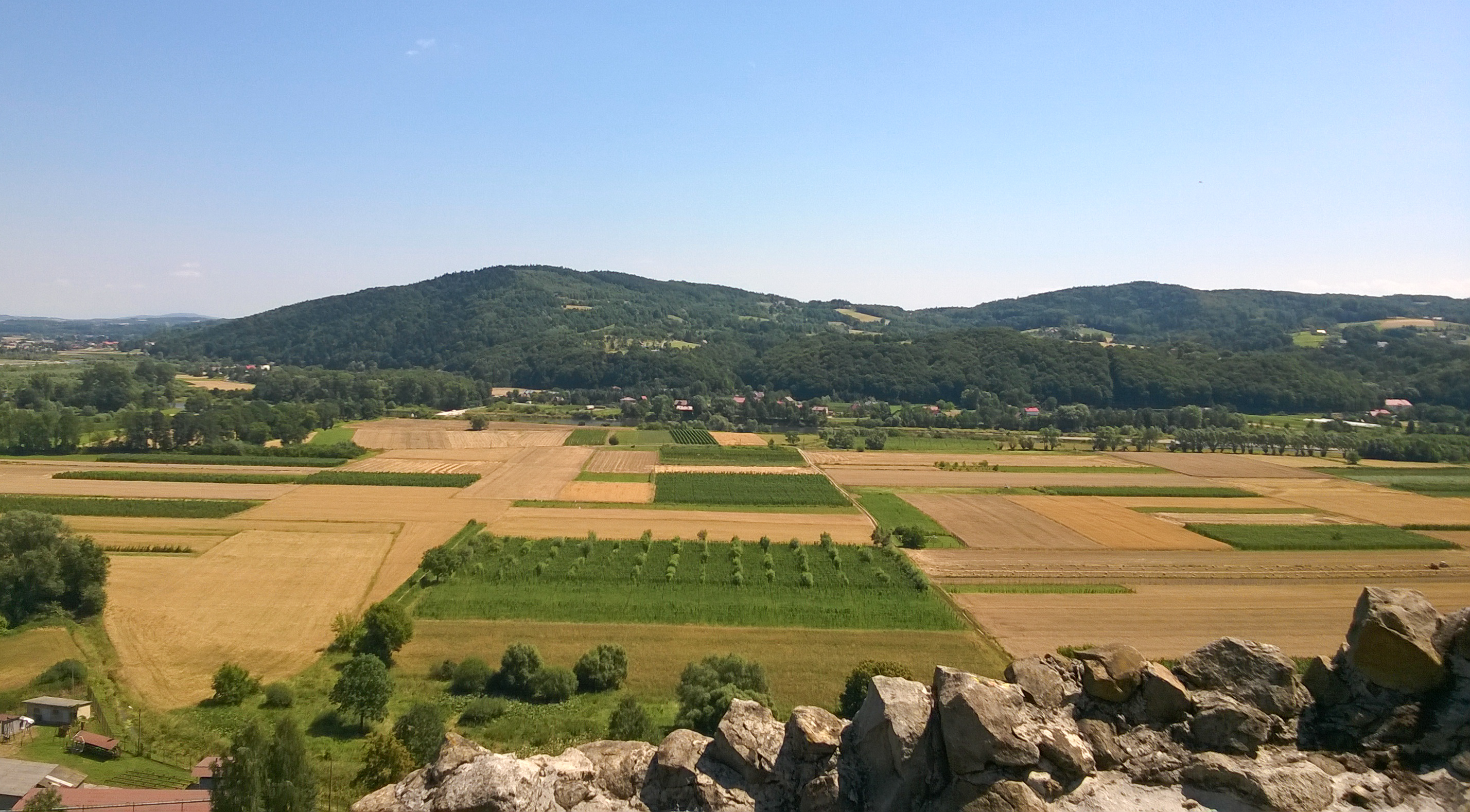
Szachownica pól w Czchowie.

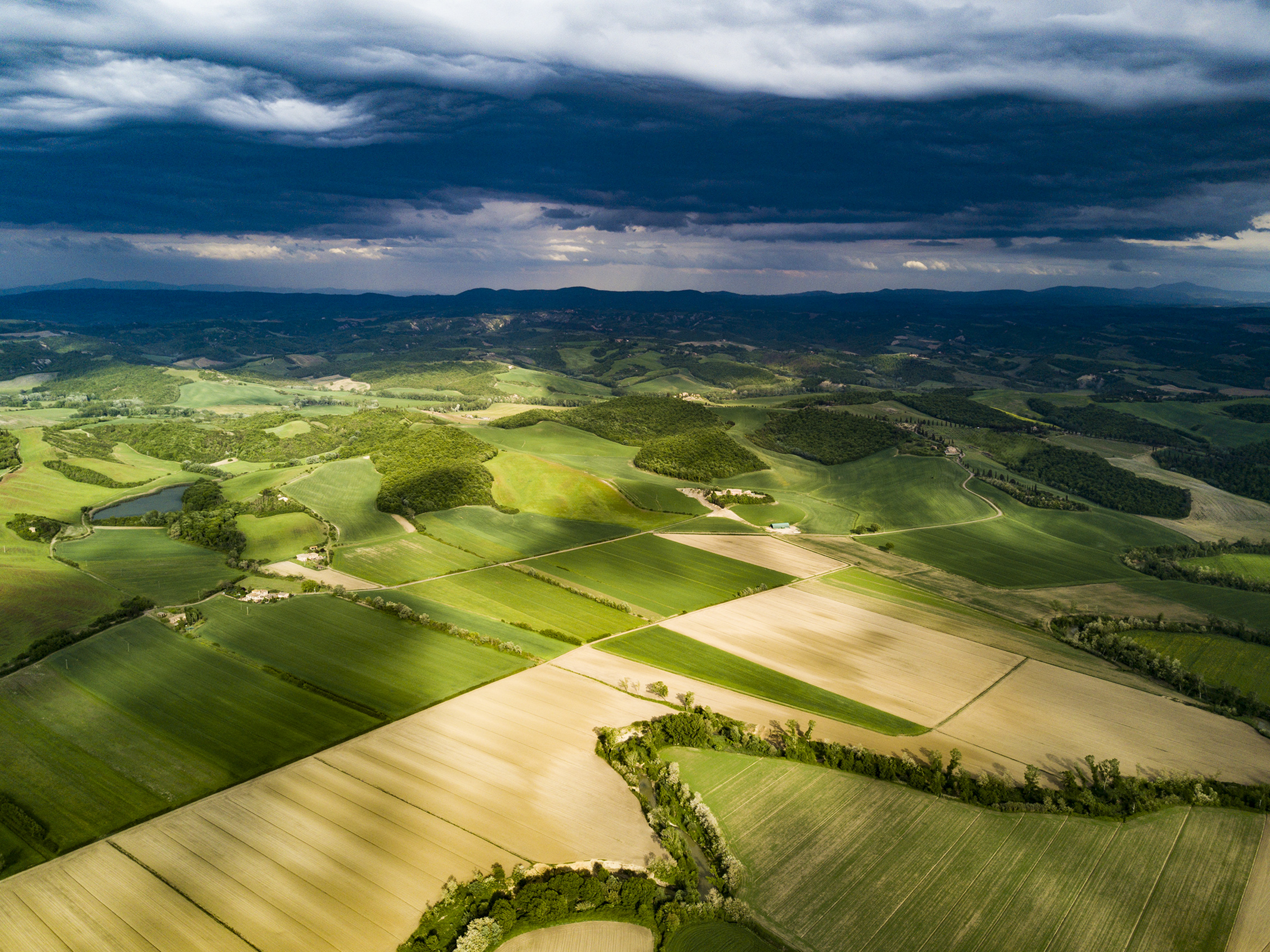
Szachownica pól w Toskanii, Włochy.

Szachownica pól (także: szachownica gruntów) – w rolnictwie: układ wielu niewielkich pól, działek i zagonów o rozmaitym kształcie i rozmiarze rozdzielonych miedzami.

## Definicja pojęcia

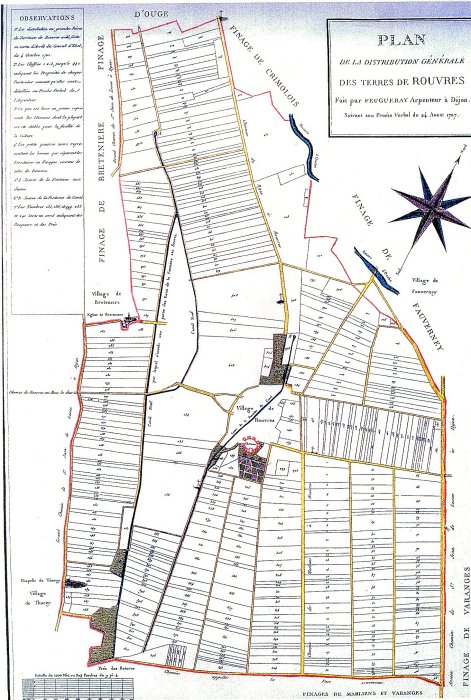
Mapa z szachownicą pól przykładowego terenu przed jego komasacją (Francja).

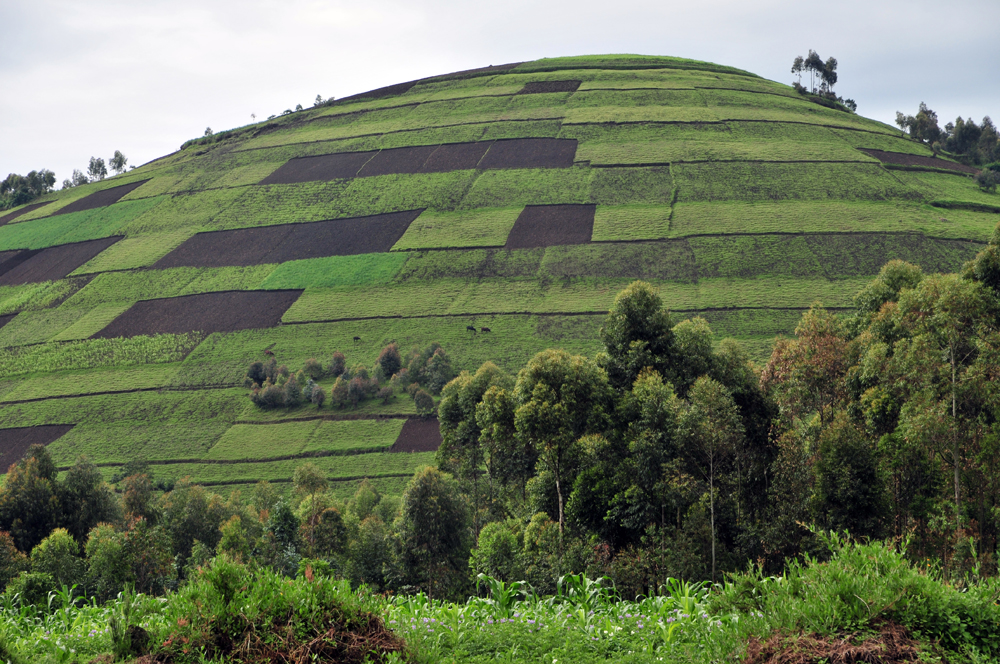
Szachownica pól w Ugandzie.

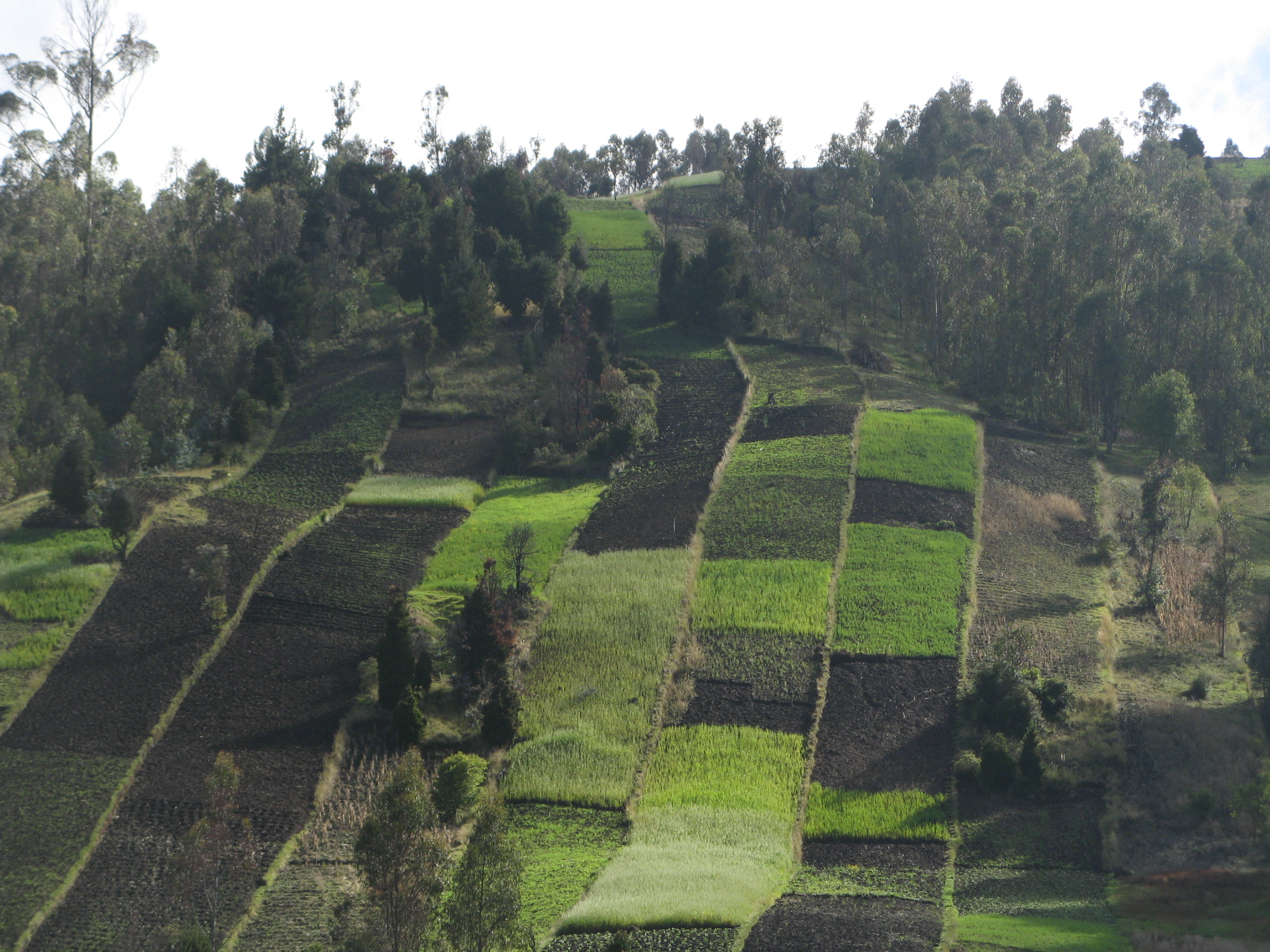
Szachownica pól w Ekwadorze.

Do geodezji rolnej pojęcie szachownicy gruntów zostało wprowadzone przez Władysława Kocent-Zielińskiego w jego pracy Jak usuwać szachownicę i przeprowadzać kolonizację gruntów (wyd. Rubieszewski i Wrotnowski, Warszawa, 1907). Szachownicą gruntów nazwał on taki obszar ziemi, który należy do jednej wsi, ale przy którym posiadłości pojedynczych właścicieli nie leżą w jednym łącznym kawałku przy ich domu, tylko są rozdrobnione na większą liczbę działek, które są zwykle długie i wąskie, a do tego rozrzucone na znacznym obszarze i poprzegradzane działkami różnych innych właścicieli.

## Przyczyny powstawania
Szachownica pól jest głównie efektem rozdrobnienia gospodarstw rolnych i ich rozproszenia, które postępuje w wyniku podziału pierwotnych dużych obszarów gruntu należących do jednego właściciela. Podział może następować np. na skutek spadku dzielonego na wielu spadkobiorców, podziału przy darowiźnie lub przez sprzedaż części gruntu.

## Szachownica pól a ekonomia
Szachownica pól chociaż wygląda malowniczo, jednak zwykle jest zjawiskiem niekorzystnym z ekonomicznego punktu widzenia, zwłaszcza gdy do danego rolnika należy kilka – kilkanaście niewielkich poletek, czasami znacznie oddalonych od siebie i od jego gospodarstwa.
Zmniejsza się ją np. przez komasację (scalanie gruntów).